# Jean de Gribaldy
Jean de Gribaldy (Besançon, 18 de Julho 1922 — 2 de Janeiro 1987) foi um ciclista profissional francês,  atuando de 1945 a 1954.
Jean de Gribaldy começou no meio dos anos 60 uma carreira de director desportivo de equipas ciclistas (ver lista abaixo). Cognominado o Visconde, é famoso por ter descoberto campeões como o irlandês Sean Kelly, o português Joaquim Agostinho, o neerlandês Steven Rooks, ou ainda o francês Eric Caritoux.
Sabia descobrir campeões sem nenhuma dúvida, mas este director desportivo atípico soube também voltar a dar uma possibilidade a numerosos corredores abandonados pelas outras equipas frequentemente sem razão, tanto suas carreiras tomaram uma nova dimensão sob o impulso de Jean de Gribaldy.
Desde 1994, uma das ruas de Besançon leva o seu nome: "o Aumento Jean de Gribaldy", a que conduz à cimeira da colina de Chaudanne. Dirigia na capital comtoise, Lugar do Mercado mais exactamente, uma loja que reside efectivamente inscrita na história desta cidade. Cada ano é organizado em Besançon a corrida de ciclismo "o Aumento Jean de Gribaldy".
A 26 de junho de 2025, a Grand Besançon Métropole apresentou 8 destes novos eléctricos, que estarão em serviço a partir de julho de 2025, serão mais compridos e terão uma capacidade de 200 passageiros, contra 130 dos eléctricos anteriores. Um deles terá o nome de Jean de Gribaldy e será decorado com o seu retrato e a sua biografia.

## Currículo desportivo
- Champion du Doubs 1944
- Montereau-Paris 1944
- Critérium du Ballon d'Alsace 1946
- 9e du Paris-Nice 1946
- 2e du championnat de France 1947
- 4e du Circuit du Ventoux 1947
- Tour du Doubs 1948
- 2e de Paris Limoges 1948
- 2e de la course de côte de Lausanne 1948 et 1949
- 2e dans Nice - Mont Agel (FRA)1949
- 3e dans 5e étape Criterium du Dauphiné Libéré 1952
- 10e de Liège Bastogne Liège 1952
- Tour de France
  - 1947: 46e
  - 1952: 45e

## Equipas (como ciclista)
- 1945: Peugeot - Dunlop
- 1946: Peugeot - Dunlop
- 1947: Peugeot - Dunlop
- 1948: Peugeot - Dunlop
- 1949: Peugeot - Dunlop
- 1950: Mervil
- 1951: Terrot - Wolber / Tigra
- 1952: Terrot - Hutchinson
- 1953: Terrot - Hutchinson / Schlegel Cycles
- 1954: Terrot - Hutchinson

## Equipas (como director desportivo)
- 1964: Grammont - de Gribaldy
- 1965: Grammont - Motoconfort / Tigra-Meltina-de Gribaldy / Wolhauser Sirops Berger
- 1966: Tigra-Meltina-de Gribaldy
- 1967: Tigra-Grammont / Tigra-Enicar
- 1968: Frimatic - Viva- de Gribaldy/Tigra-Enicar
- 1969: Frimatic - Viva- de Gribaldy
- 1969: Frimatic - Viva- de Gribaldy- Wolber (Tour de France)
- 1970: Wolhauser - Ravis- de Gribaldy
- 1970: Frimatic - de Gribaldy
- 1971: Hoover-de Gribaldy
- 1972: Van Cauter - Magniflex - de Gribaldy
- 1975: Miko - de Gribaldy
- 1976: Miko - de Gribaldy - Superia
- 1977: Velda- Latina Assicurazioni - Flandria
- 1978: Velda-Lano-Flandria
- 1979: Flandria - CA VA SEUL
- 1980: Puch - Sem - Campagnolo
- 1981: Sem - France Loire-Campagnolo
- 1982: Sem - France Loire-Campagnolo
- 1983: Sem- France Loire-Mavic-Reydel
- 1984: Skil - Sem - Mavic -Reydel
- 1985: Skil - Reydel - Sem
- 1986: Kas -Mavic- Tag Heuer